# Microsema rubedinaria
Microsema rubedinaria är en fjärilsart som beskrevs av Paul Mabille 1890. Microsema rubedinaria ingår i släktet Microsema och familjen mätare. Inga underarter finns listade i Catalogue of Life.